# Berliner-Joyce XF3J
Berliner-Joyce XF3J là một loại máy bay tiêm kích hai tầng cánh của Hoa Kỳ, do hãng Berliner-Joyce Aircraft chế tạo.

## Tính năng kỹ chiến thuật
Dữ liệu lấy từ 
Đặc điểm tổng quát
- Kíp lái: 1
- Chiều dài: 22 ft 11 in (6.99 m)
- Sải cánh: 29 ft 0 in (8.84 m)
- Chiều cao: 10 ft 9 in (3.28 m)
- Diện tích cánh: 240 ft2 (22.3 m2)
- Trọng lượng rỗng: 2.717 lb (1.232 kg)
- Trọng lượng có tải: 4.016 lb (1.822 kg)
- Động cơ: 1 × Wright R-1510-26, 625 hp ( kW) mỗi chiếc

Hiệu suất bay
- Vận tốc cực đại: 209 mph (336 km/h)
- Tầm bay: 1.400 dặm (2.253 km)
- Trần bay: 24.500 ft (7.468 m)

Vũ khí trang bị
- 2 × súng máy ,30 in (7,62 mm)
- bom 232 lb (105 kg)